# Dolphy
Pour les articles homonymes, voir Eric Dolphy.
Rodolfo Vera Quizon, Sr. (25 juillet 1928 - 10 juillet 2012), surtout connu sous le nom de Dolphy (ainsi que Pidol et Golay) est une personnalité du cinéma aux Philippines, surnommé le Roi de la Comedie.

## Biographie
Rodolfo Vera Quizon, Sr, plus connu sous le nom de Dolphy a eu une carrière de plus de soixante ans, qui lui a valu le surnom de Roi de la Comédie aux Philippines et de nombreux FAMAS Award.
Il a commencé relativement tôt au cinéma après avoir fait plusieurs petits métiers, mais c'est pour la série John en Marsha (en) qu'il est le plus connu.
Outre sa carrière au cinéma et à la télévision, il est connu pour la vie privée, ayant eu de nombreuses relations et de nombreux enfants.
En 2004, il reçoit le Prix Gusi de la Paix, catégorie « Excellence cinématographique ».
Il est mort d'une broncho-pneumopathie chronique obstructive en 2012 à 83 ans.